# 大西洋原燈籠魚
大西洋原燈籠魚（学名：Protomyctophum choriodon）为輻鰭魚綱燈籠魚目灯笼鱼科的其中一種。分布于南半球亞熱帶至南極間海域，為深海魚類，體長可達9.5公分。

## 扩展阅读
維基物種上的相關：大西洋原燈籠魚